# 울련산층
울련산층(Kyeongsang supergroup Ulryeonsan formation, 蔚蓮山層)은 대한민국 경상북도 경상 분지 영양소분지에 분포하는 중생대 백악기 경상 누층군의 지층이다. 이암, 셰일, 역암 등으로 구성되는 울련산층은 영남 지괴와 맞닿는 경상 분지의 북쪽 끝 지역, 봉화군 재산면 현동리와 북부 동면리 일대 그리고 영양군 일월면 용화리에서 수비면 발리리 북부와 수하리 남부, 본신리, 울진군 온정면 선구리 그리고 온정면 광품리와 평해읍 학곡리에 이르기까지 띄엄띄엄 분포한다.

## 개요
울련산층은 경상 분지 영양소분지의 최하부 지층이며 붉은색을 띠는 것이 특징이다. 울련산층 지층의 이름은 경상북도 영양군 수비면 수하리에 위치한 울련산(939 m)에서 유래되었다. 영덕군에 분포하는 울련산층 중 일부는 경북동해안 국가지질공원의 지질유산(영덕 대부정합, 죽도산 퇴적암, 경정리 백악기 퇴적암)으로 지정되어 있다. 울련산층 쇄설성 저어콘의 SHRIMP U-Pb 연대는 알비절(99.6-112.0 Ma)에 해당하는 109.9±3.2 Ma로 보고되었다.

## 지역별 지질

### 영양군과봉화군
예안 지질도폭(1963)에 의하면 경상계 지층의 기저를 이루며 봉화군 재산면 동면리 동면저수지 부근에서 첨멸(尖滅; thinning out)한다. 주로 둥근 역암으로 구성되어 있고 이들 사이에 적색 이암과 (담)회색 알코스질사암이 협재되어 있다. 역암을 구성하는 역(礫)들은 편마암, 흑색 편암, 백운모 화강암, 회백색 규암, 적/회색 사암, 회색 석회암, 회색석회암 및 셰일 등이며 이들의 크기는 직경 3~300 cm 에 이르는 극히 불완전한 분급(分級)을 보이나 20~30 cm 에 이르는 역이 가장 많은 양을 차지한다. 대체로 역의 입도(粒度), 즉 광물 입자의 크기는 아래에서 위로 갈수록 작아지며 각력(角礫)에서 둥근 역(圓礫)으로 변해가는 경향을 보인다. 일반적으로 본 층은 역(礫)의 크기가 불균질하여 층리의 발달이 좋지 않으며 건열, 연흔과 같은 퇴적암의 구조가 분명하지 못하다.
도계동 지질도폭(1963)에 의하면 본 지역 경상계 지층의 기저 역암층으로서 도폭 북부 봉화군 재산면 동면리와 영양군 수비면 발리리 북부와 수하리 남부에서 영남 지괴 선캄브리아기 원남층군 원남층과 동면리 일대에 분포하는 시대 미상의 석영조면암을 부정합으로 덮는다. 수평 분포의 변화가 극히 심하여 지층의 두께가 0(첨멸)에서 700 m에까지 달한다. 일월산 부근에서는 아예 드러나지 않으며, 울련산 부근에서 현저한 발달을 보인다. 선캄브리아 지층을 부정합으로 덮는 본 기저 역암층의 부정합면은 매우 불규칙한 것으로 믿어지며 부정합면의 경사가 70°를 초과하는 것도 있다. 
울련산층은 주로 역암으로 구성되며 하부에서는 기저 역암층을 주로 하나 상부에서는 역암층을 주로 하는 알코스사암 및 자색(赭色) 셰일 혹은 이암등의 호층을 이루며 알코스사암을 주로 하는 동화치층으로 점이된다. 동화치층의 알코스사암은 대체로 회백색을 띄나 본 층 상부의 역암 및 알코스사암은 협재되어 있는 자색(赭色) 셰일 혹은 자색 이암에 물들어 희미한 담홍색을 띄는 부분도 있으나 주로 갈색을 띄어 두 층을 쉽게 구분할 수 있다. 
역암의 기질(基質; matrix)은 알코스질이며 역(礫)은 편상 화강암, 백운모 화강암, 반상 화강암, 페그마타이트질화강암, 운모편암, 석회암, 규암, 흑색셰일 및 주입편마암 등으로 구성된다. 이들 역을 구성하는 암석들은 주로 북부에 분포하는 선캄브리아기의 변성암류들이다. 역의 크기는 울련산층의 하부에서 상부로 갈수록 작아지며 평균 크기는 20 cm 내외이고 2 cm에서 3 m까지 달한다.
영양군 수비면 계2리 문상천 계곡 지역에 상계폭포와 하계폭포(N 36°48'20.28", E 129°11'12.29")가 위치하며 계곡을 따라 울련산층 지층이 드러나 있다. 울련산층은 주로 역암으로 구성되며 간혹 붉은색의 니질암층이 발달한다. 울련산층의 층리와 절리를 따라 차별적인 침식으로 폭포가 형성되었다. 하계폭포는 관법사 옆에, 상계폭포는 숲길을 따라 약 500 m 상류에 위치한다.
영양군의 울련산층
- 영양군 수비면 수하리 본신로 도로변 역암
북위 36° 47′ 30.5″ 동경 129° 15′ 21.0″ / 북위 36.791806°  동경 129.255833°
- 영양군 수비면 수하리 번동4교 남서측 역암
북위 36° 47′ 29.0″ 동경 129° 15′ 35.0″ / 북위 36.791389°  동경 129.259722°
- 영양군 수비면 수하리 장수포천 하상 역암
북위 36° 48′ 01.0″ 동경 129° 14′ 57.0″ / 북위 36.800278°  동경 129.249167°

### 울진군

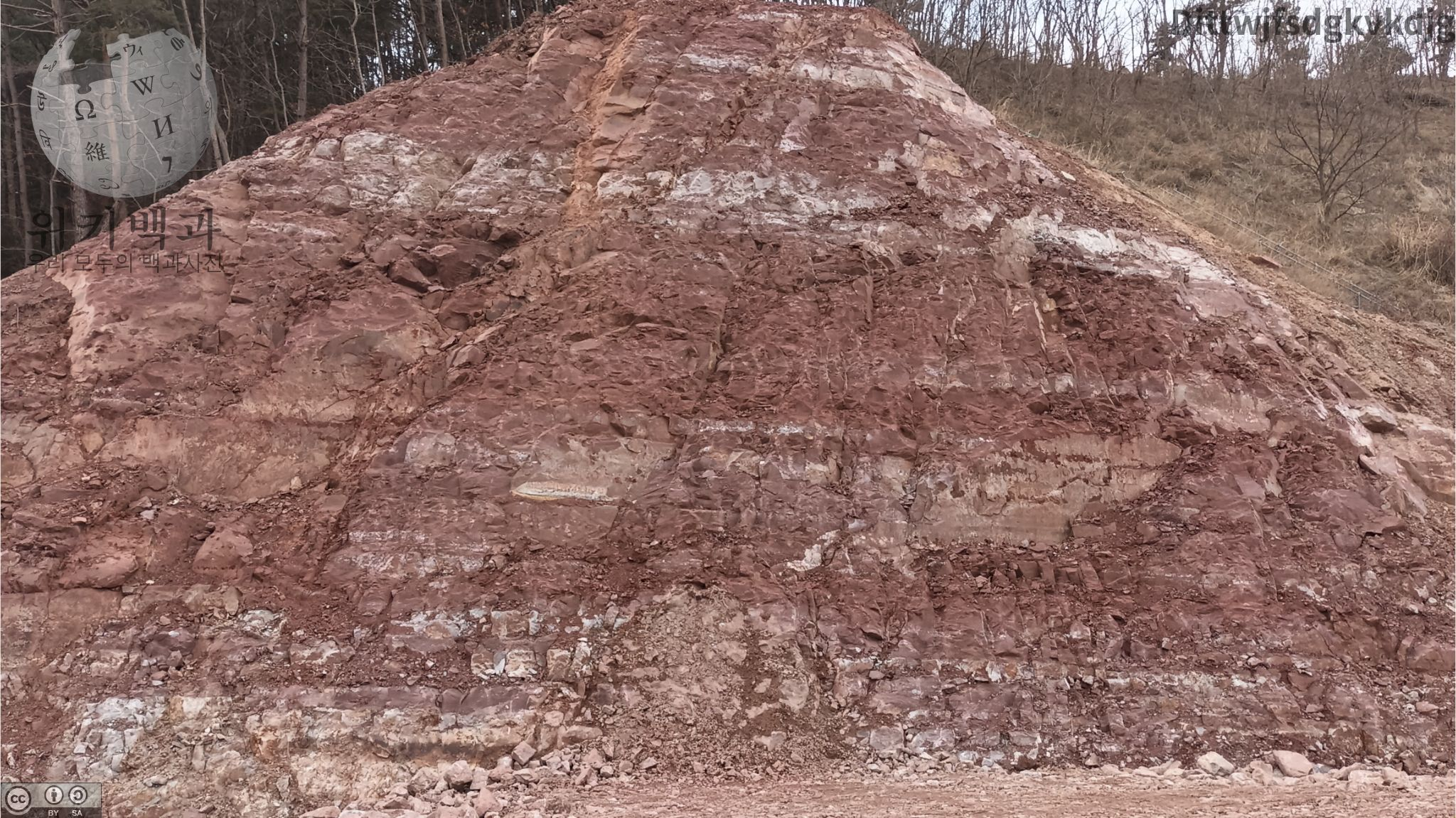
울진군 온정면 광품리 국도 제88호선 절개사면

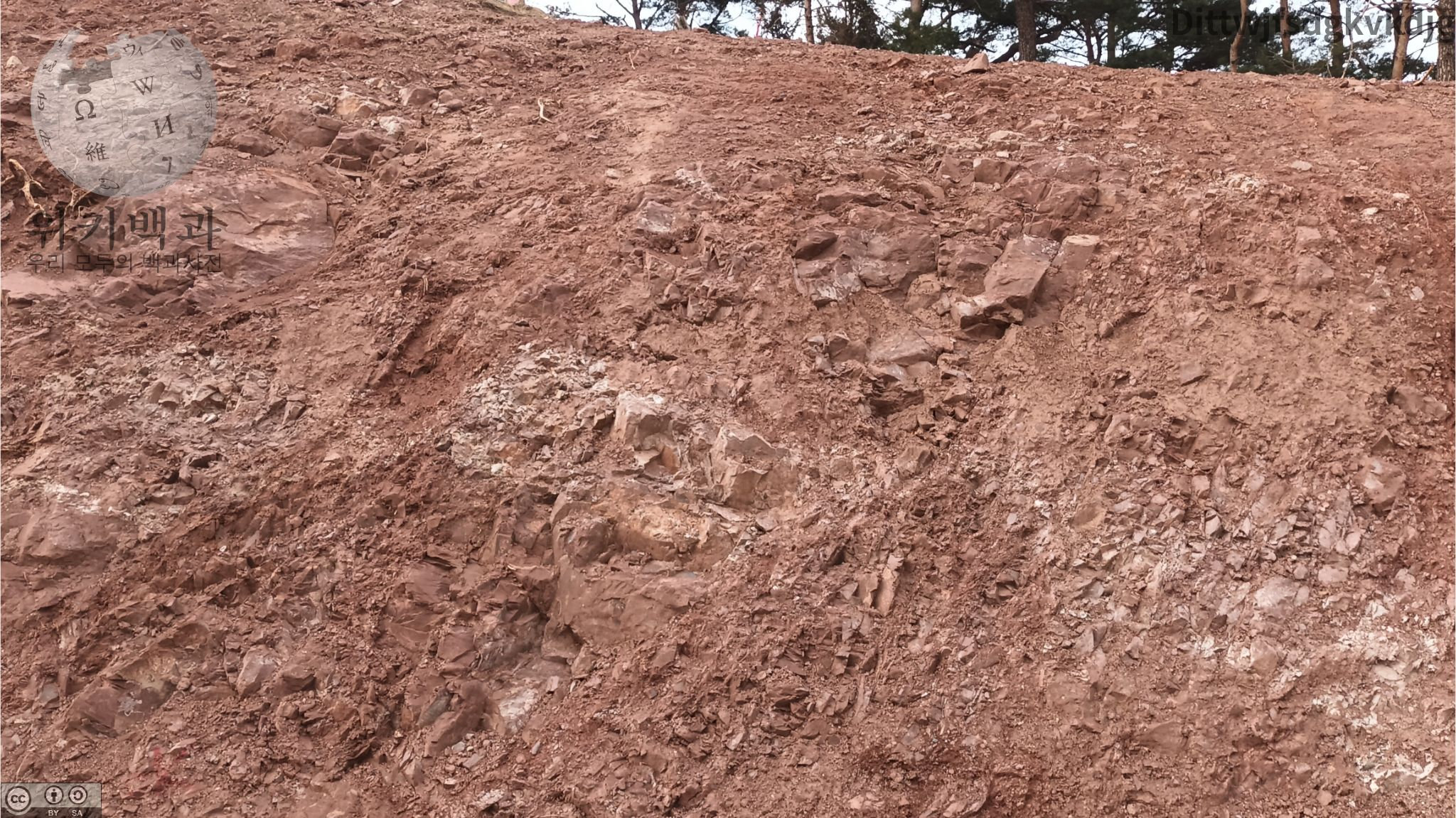
울진군 온정면 광품리 국도 제88호선 절개사면

평해 지질도폭(1963)에 의하면 울련산층은 경상 누층군의 기저 역암층으로서 경상 분지의 북동쪽 끝인 수비면 수하리 남부와 본신리, 내선미리 일대, 온정면 온정리, 광품리와 평해읍 학곡리 일대에 분포한다. 울진군 지역에서 울련산층은 수평 분포가 고르지 못하여 두께가 0에서 500 m에 달한다. 금장산 남서부 일대에서는 현저한 발달을 보이나 온정리 부근에서 발달이 점차 미약해지며 조금리 부근에서 첨멸한다. 수비면 본신리 및 금장산 일대에서 선캄브리아기의 지층들을 부정합으로 덮으며 선미리를 중심으로 하여 반달 모양[半月形]으로 분포하는 선미층(Ks)의 외곽에서 선미층을 부정합으로 덮는 것으로 추정된다. 온정리 부근에서 중생대 백악기의 온정리 화강암(Kgr)을 부정합으로 덮는다. 
울련산층을 구성하는 암석은 영양군 수비면에서 주로 기저 역암으로 구성되며 상부에서 녹회색 및 암회색 알코스사암과 자색(赭色) 셰일을 협재한다. 역암을 구성하는 기질(基質)은 알코스질이며 역암은 북부에 넓게 분포하는 선캄브리아기 지층의 변성암류 및 화성암류들로서 구성되어 있다. 역(礫)의 크기는 2 m 30 cm 에 달하는 것도 있으나 20 cm 내외의 것들이 가장 많으며 그 크기는 상부로 갈수록 점차 작아진다. 평해읍 평해리 부근의 울련산층은 온정면 광품리에서 기저 역암층이 현저하게 발달하나 평해리 남쪽에서는 역암층의 발달이 미약하다. 이 지역에서는 역암, 자색(赭色) 사암, 갈회색 사암, 자색 이암 및 셰일로 구성된다. 평해 부근의 울련산층은 일월산 스러스트 단층에 의해 잘려나가고 300 m만이 남아 있다.

### 영덕군

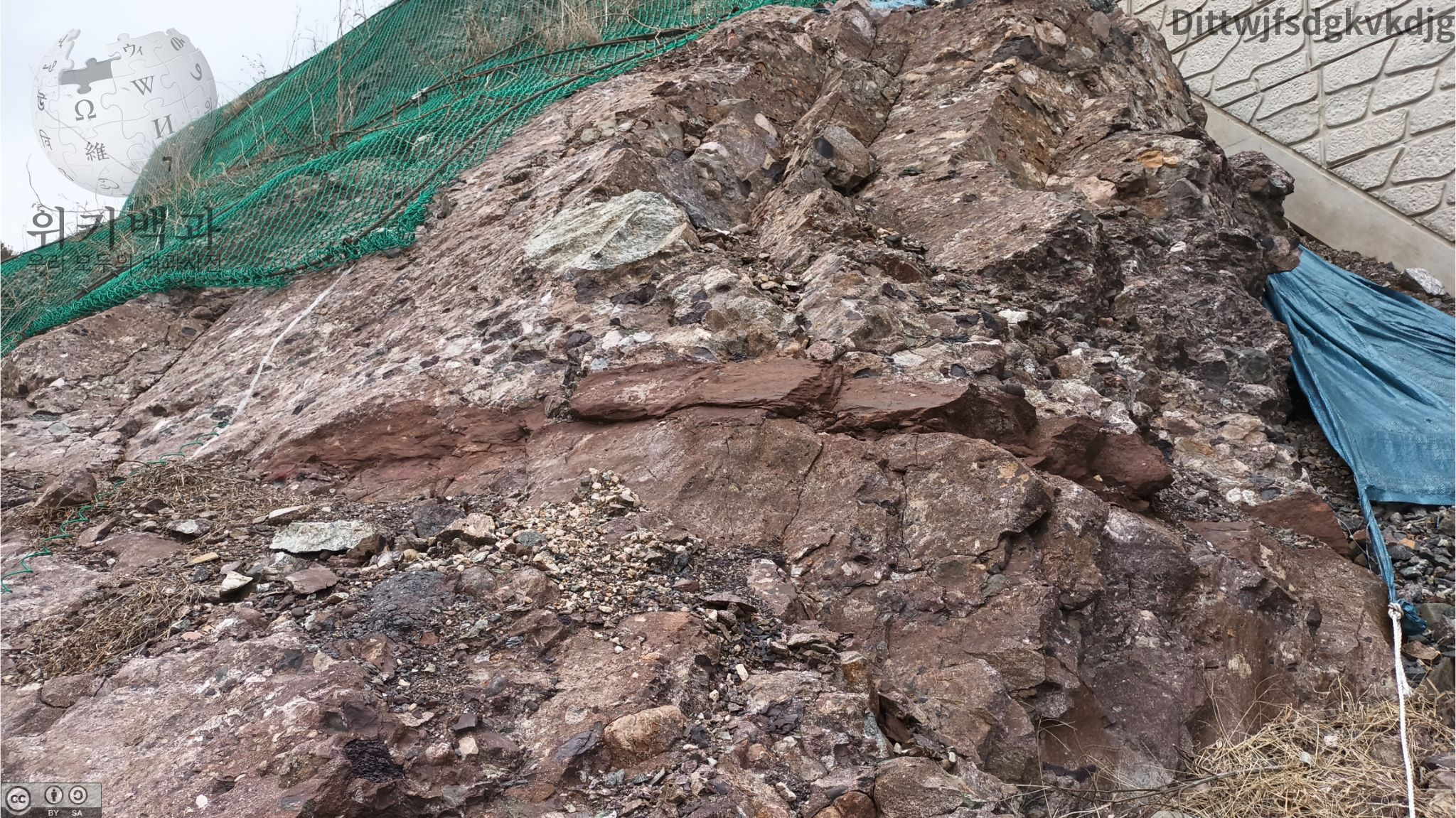
영덕군 축산면 축산리의 울련산층 역암

영덕군 지역의 울련산층은 주로 역암으로 구성되며, 축산면 경정리-도곡리 지역에서 적색 미사암(실트스톤)의 협재 여부를 기준으로 상, 하부로 나눌 수 있다. 두께 400 m의 하부는 역암과 미사암의 교호대로서 미사암은 적색을 띠며, 역암층은 횡적 변화가 심하며 상부로 갈수록 두께가 얇아지고 입도도 작아진다. 두께 1,800~2,200 m의 울련산층은 상부와 하부로 나누어진다. 하부는 역암과 미사암이 교호한다. 상부는 주로 역암과 역질사암으로 구성되며, 미사암이 거의 없다. 역암층은 대부분 층리가 잘 발달하고, 횡적 연장성도 양호하며 입도의 변화도 거의 없다. 울련산층 내에는 염기성의 관입 암맥들이 봉화산(285.9 m, 축산면 도곡리) 봉수대 남측의 산록 능선에 다수 분포한다. 축산면 축산리 염장마을 하안 노두에서는 울련산층 내에 폭 2~10 m 정도의 현무암이 층리에 평행하게 협재된다. 울련산층의 퇴적시기 상한을 결정하기 위하여 사암으로부터 추출된 저어콘에 대하여 U-Pb SHRIMP 연대측정 결과 108 Ma 보다는 젊은 연대를 보였다.
영덕군 축산면 고곡리 산 267-8 (N 36°29'31.69", E 129°24'35.12")에는 북북동 주향의 양산 단층대의 주 단층핵이 약 30 m 폭으로 발달하며, 단층핵을 기준으로 서편과 동편에 각각 유천층군 현무암과 하양층군 울련산층이 분포한다. 이 단층면의 직상위에는 제4기의 중립질 사암과 실트가 혼재된 산록 퇴적물의 하부층이 단층면과 접하며 분포하고 있어 이 단층이 제4기에 운동한 활성단층일 가능성이 높다.

### 경북동해안 국가지질공원 영덕 대부정합
영덕군 영해면 사진리 199-1 (N 36°31'39.76, E 129°26'28.75")에는 고원생대 변성암류의 녹색편암이 울련산층의 최상부 역암층을 충상하는 역단층이 드러나 있다. 주향 북서 80°, 경사 북동 45°의 이 단층은 내륙으로 약 3 km 연장되고 양산 단층과 접한다. 단층 북측의 녹색편암 내에는 응집력이 있는 엽리상의 단층파쇄암대가 수십 m에 걸쳐 여러 매 관찰되며, 남측의 울련산층 역암에는 수 m 이상의 두께를 가지는 단층각력암이 발달한다. 이 단층은 일월산 스러스트 단층이 양산 단층대에 의해 남쪽으로 약 32 km 이동한 것으로 해석된다. 이곳에서 1 km 남쪽 해안가(N 36°31'08.09", E 129°26'37.50", 영해면 사진리 산 141)에도 거의 동일한 기하를 보이는 스러스트 단층이 드러나 있다. 단층 경계부는 해수로 인해 관찰이 어려우며 하반의 울련산층 역암들은 심하게 파쇄되어 있다. 단층각력대 및 파쇄대의 두께는 상반인 녹색편암에서 약 12 m, 울련산층 역암에서 약 5 m로 발달한다. 본 지질 유산은 아래 사진과 같이 동해안 지질공원의 영덕 대부정합(Yeongdeok Great Unconformity)으로 명명되어 있다. 영덕 대부정합은 사진2리와 사진3리 사이, 영덕대게로 도로변에 드러나 있으며 도로변에 표지판이 있어 쉽게 찾아갈 수 있다. 이 지질명소에는 주차 시설과 안내 표지판이 있다. 암석은 해안 절벽 밑에 있어 추락에 유의해야 한다.
경북동해안 국가지질공원, 영덕 대부정합
- 울련산층 역암의 모습
북위 36° 31′ 05.7″ 동경 129° 26′ 38.4″ / 북위 36.518250°  동경 129.444000°
- 도로변 안내 표지판
북위 36° 31′ 06.3″ 동경 129° 26′ 38.1″ / 북위 36.518417°  동경 129.443917°

### 경북동해안 국가지질공원죽도산 퇴적암
영덕군 축산면 축산리 3-39 (N 36°30'32.43", E 129°27'7.95")에는 죽도산(78.1 m)의 해변을 따라 500 m 이상 역암과 역질조립사암으로 구성된 울련산층이 드러나 있다. 죽도산 퇴적암이라 불리는 울련산층 지층에는 점이 층리와 판산층리, 사층리가 발달하며 퇴적암을 관입한 중성암맥도 관찰된다. 죽도산 남동부의 축산리 산 106-7 (N 36°30'28.29", E 129°27'09.98")에는 담황색 내지 담회색을 띠는 울련산층에 암회색의 염기성 암질의 암상(巖床; sill)과 암맥들이 수 cm~수 m의 폭으로 여러 매 노출되어 있어 독특한 경관을 보인다. 특히 염기성 암질(현무암질)의 암상 경계부에는 고화되지 않은 울련산층의 퇴적물 사이로 성분이 다른 고온의 염기성질암이 층리를 따라 관입할 때 특징적으로 나타나는 페퍼라이트(peperite)가 산출된다.
영덕군 축산면 축산리 산 69 (N 36°30'2.73", E 129°26'1.16")에는 울련산층 퇴적 당시 현무암질 마그마의 유입으로 인해 미고결 상태인 퇴적물과 현무암질 암상(巖床)의 관입 경계에서 혼화로 인해 형성된 페퍼라이트가 관찰된다.
경북동해안 국가지질공원, 축산리 죽도산 울련산 퇴적암 지층
- 죽도산 남측 죽도산블루로드현수교 부근의 울련산층 (축산면 축산항4길 49-2 부근)
북위 36° 30′ 19.7″ 동경 129° 26′ 59.5″ / 북위 36.505472°  동경 129.449861°
- 죽도산 북동측 주차장의 울련산층 (축산면 축산항길 85-9 부근)
북위 36° 30′ 30.7″ 동경 129° 27′ 09.9″ / 북위 36.508528°  동경 129.452750°
- 울련산층 퇴적암
북위 36° 30′ 27.3″ 동경 129° 27′ 09.2″ / 북위 36.507583°  동경 129.452556°
- 울련산층 퇴적암과 역암
북위 36° 30′ 23.4″ 동경 129° 27′ 06.7″ / 북위 36.506500°  동경 129.451861°
- 울련산층 퇴적암과 역암
북위 36° 30′ 23.5″ 동경 129° 27′ 06.6″ / 북위 36.506528°  동경 129.451833°
- 울련산층 퇴적암에 발달한 타포니 구조
북위 36° 30′ 24.3″ 동경 129° 27′ 07.4″ / 북위 36.506750°  동경 129.452056°
- 울련산층 퇴적암
북위 36° 30′ 28.1″ 동경 129° 27′ 09.3″ / 북위 36.507806°  동경 129.452583°

### 경북동해안 국가지질공원 경정리 백악기 퇴적암
영덕군 축산면 경정리 121 (N 36°29'16.40", E 129°26'31.92")에는 해안을 따라 붉은색 이암 내지 사질이암과 하천 기원의 역암 및 백색의 사암으로 구성된 울련산층이 드러나 있다. 붉은색 이암에는 무척추동물의 생흔 화석이, 사암에는 사층리가, 역암에는 판상층리 또는 사층리가 발달한다. 경정리 백악기 퇴적암으로 명명되어 있는 이 지질명소는 국지도 제20호선 영덕대게로 도로변에 있으며 자동차로 방문할 때는 안동병원연수원(영덕군 축산면 영덕대게로 1852) 혹은 바다여행 펜션(영덕군 축산면 영덕대게로 1831)으로 검색하면 된다. 도로변에는 안내 표지판과 화장실 등 간단한 시설이 있으며 바다로 이어지는 계단을 내려가면 해안가의 울련산층 노두를 관찰할 수 있다.
경북동해안 국가지질공원, 경정리 백악기 울련산층 퇴적암
- 국지도 제20호선 영덕대게로 도로변에 드러난 울련산층 적색층과 백색층의 경계
북위 36° 29′ 15.7″ 동경 129° 26′ 26.7″ / 북위 36.487694°  동경 129.440750°
- 국지도 제20호선 영덕대게로 도로변에 드러난 울련산층. 적색의 이암층과 백색의 사암층이 교대로 나타난다.
북위 36° 29′ 15.7″ 동경 129° 26′ 27.4″ / 북위 36.487694°  동경 129.440944°
- 울련산층의 역암
- 국지도 제20호선 도로변의 국가지질공원 경정리 백악기 퇴적암 안내판
북위 36° 29′ 16.1″ 동경 129° 26′ 30.6″ / 북위 36.487806°  동경 129.441833°
- 울련산층 역암의 모습. 지층 중에 자갈이 박혀 있다.
북위 36° 29′ 16.6″ 동경 129° 26′ 33.7″ / 북위 36.487944°  동경 129.442694°
- 해안 노두 전경. (사진 전면에 보이는 마을은 경정항)
북위 36° 29′ 15.8″ 동경 129° 26′ 32.9″ / 북위 36.487722°  동경 129.442472°
- 적색 이암층과 백색 사암층의 교호
북위 36° 29′ 15.8″ 동경 129° 26′ 33.4″ / 북위 36.487722°  동경 129.442611°
- 적색 이암층과 백색 사암층의 교호
북위 36° 29′ 16.1″ 동경 129° 26′ 33.6″ / 북위 36.487806°  동경 129.442667°
- 하부의 적색층과 상부의 암회색 역암층

## 경상 누층군타 지층과의 지층 대비표
영양소분지 일대 경상 누층군 지층대비표
| 도폭     | 예안도폭       | 도계동도폭     | 평해도폭       | 중평동도폭     | 영양도폭       | 영해도폭      | 청송도폭           | 영덕도폭                    | 청하도폭             |
| -------- | -------------- | -------------- | -------------- | -------------- | -------------- | ------------- | ------------------ | --------------------------- | -------------------- |
| 불국사통 |                |                |                |                |                | 화강암 (Dgr)  | 각력질안산암 (Kba) | 화강암 (Dgr)                | 화강암 (Kgr)         |
| 신라통   |                | 도계동층 (Mt)  |                | 도계동층 (Mt)  | 도계동층 (Mt)  |               | 녹색 사암층 (Kgs)  | 입봉 반암층 (Dr)            |                      |
| 신라통   | 청량산층 (Mch) | 청량산층 (Mch) | 청량산층 (Mch) | 청량산층 (Mch) | 청량산층 (Mch) | 오천동층 (Dg) | 적색 사암층 (Krs)  | 신양동층 (Ds) 오천동층 (Dg) | 지경동 화산암류 (Kg) |
| 낙동통   | 가송동층 (Mg)  | 가송동층 (Mg)  | 가송동층 (Mg)  | 가송동층 (Mg)  | 가송동층 (Mg)  |               |                    | 경정동층 (Dk)               | 가송동층 (Kch)       |
| 낙동통   | 동화치층 (Md)  | 동화치층 (Md)  | 동화치층 (Md)  | 동화치층 (Md)  | 동화치층 (Md)  |               | 알코스사암층 (Ka)  |                             |                      |
| 낙동통   | 울련산층 (Mu)  | 울련산층 (Mu)  | 울련산층 (Mu)  |                |                |               |                    |                             |                      |

중평동 및 예안도폭에 제시된 경상 누층군 지층대비표
| 지질 시대     | 층군     | 지층명          | 지층명          | 지층명            |
| 지질 시대     | 층군     | 예안도폭 (1963) | 예안도폭 (1963) | 중평동도폭 (1970) |
| ------------- | -------- | --------------- | --------------- | ----------------- |
| 중생대 백악기 | 신라층군 | 도계동층        | 도계동층        | 도계동층          |
| 중생대 백악기 | 신라층군 | 청량산층군      | 오십봉층        | 청량산층          |
| 중생대 백악기 | 신라층군 | 청량산층군      | 청량산층        | 청량산층          |
| 중생대 백악기 | 낙동층군 | 가송동층        | 가송동층        | 가송동층          |
| 중생대 백악기 | 낙동층군 | 동화치층        | 적색이암층      | 적색이암층        |
| 중생대 백악기 | 낙동층군 | 동화치층        | 알코스질사암층  | 알코스질사암층    |

예안도폭(1963)에 제시된 대구지방 및 안동·영양지방(영양 소분지)의 지층 대비표
| 층군     | 대구지방의 경상계 지층 | 대구지방의 경상계 지층 | 안동·영양지방의 경상계 지층 |
| -------- | ---------------------- | ---------------------- | --------------------------- |
| 신라층군 | 하양층군               | 대구층 (Kt)            | 도계동층 (Kt)               |
| 신라층군 | 하양층군               | 학봉빈암층 (Kkb)       | 오십봉층 (Kcho)             |
| 신라층군 | 하양층군               | 신라 역암층 (Ksg)      | 청량산층 (Kcho)             |
| 낙동층군 | 하양층군               | 칠곡층 (Kcg)           | 가송동층 (Kg)               |
| 낙동층군 | 신동층군               | 진주층 (Knj)           | 가송동층 (Kg)               |
| 낙동층군 | 신동층군               | 하산동층 (Knh)         | 동화치층 (Kd)               |
| 낙동층군 | 신동층군               | 낙동층 (Knk)           | 동화치층 (Kd)               |
| 낙동층군 |                        | 울련산층 (Ku)          |                             |

도계동도폭(1963)에 제시된 지층 대비표
| 층군     | 왜관, 대구지역 | 왜관, 대구지역 | 일월산지역 | 영해, 영덕지역 | 층군     |
| -------- | -------------- | -------------- | ---------- | -------------- | -------- |
| 신 라 통 | 하 양 층 군    | 대구층         | 도계동층   |                | 신 라 통 |
| 신 라 통 | 하 양 층 군    | 학봉산 분암층  | 오십봉층   | 입봉 분암층    | 신 라 통 |
| 신 라 통 | 하 양 층 군    | 신라 역암층    | 청량산층   | 신양동층       | 신 라 통 |
| 낙 동 통 | 하 양 층 군    | 칠곡층         | 가송동층   | 오천동층       | 신 라 통 |
| 낙 동 통 | 신 동 층 군    | 진주층         | 가송동층   | 오천동층       | 신 라 통 |
| 낙 동 통 | 신 동 층 군    | 하산동층       | 동화치층   | 오천동층       | 신 라 통 |
| 낙 동 통 | 신 동 층 군    | 낙동층         | 울련산층   | 경정동층       | 낙동통   |

## 같이 보기
- 영양군의 지질
- 안동시의 지질
- 울진군의 지질
- 영덕군의 지질
- 한국의 지질
- 경상 누층군
- 동화치층
- 가송동층
- 도계동층
- 영양군